# Asociación Socialista del Rifle
La Asociación Socialista del Rifle (SRA por sus siglas en inglés) es una organización socialista que promueve el derecho a poseer y portar armas en los Estados Unidos. El grupo menciona que su misión es "brindarle a la clase trabajadora la información que necesitan para estar armados de manera efectiva para la autodefensa y su comunidad". El grupo aboga por los derechos de armas de la Segunda Enmienda.

## Historia
La Asociación Socialista del Rifle se creó inicialmente como una página de Facebook en 2013, como "una especie de broma". Con el paso del tiempo, los partidarios decidieron hacerlo realidad y se constituyeron como sociedad de responsabilidad limitada en Nuevo México. El 10 de octubre del 2018 la Socialist Rifle Association Inc. fue fundada en formalmente en la ciudad de Wichita, Kansas bajo la disposición del código tributario 501 (c) (4).  El 16 de octubre de 2018, se llegó a un acuerdo de fusión entre las dos organizaciones sin fines de lucro existentes de la SRA.

## La ciudad de Charlottesville, et al. vs. La Pennsylvania Light Foot Militia, et al.(2018)
Un grupo de personas asociadas con una página de Facebook de una comunidad no relacionada que se hacía llamar SRA asistieron a la manifestación Unite the Right, participando en la contraprotesta de esta y posteriormente fueron demandados por su participación. En octubre de 2018, la ciudad de Charlottesville presentó una demanda contra veinticinco grupos e individuos. por presunta actividad paramilitar basada en un estatuto estatal recientemente adoptado. Además de varias figuras y organizaciones supremacistas blancas como el Partido Tradicionalista de los Trabajadores, la Liga del Sur y Jason Kessler, la demanda también enumeró dos grupos antirracistas, el grupo SRA original y el grupo armado de izquierda Revuelta Redneck.

## Ayuda mutua para desastres naturales

### Huracán Florence
El 15 de septiembre, la SRA entregó alimentos y otros suministros a la Iglesia Adventista Hispana del Séptimo Día de Augusta y a la escuela secundaria Orangeburg-Wilkinson. Estos lugares sirvieron como refugios contra huracanes para quienes huían del huracán Florence.

### Huracán Michael
En respuesta a la llegada a tierra del huracán Michael de categoría 5 en 2018 y la respuesta inadecuada percibida de FEMA, la SRA y las ramas de otrar organizaciones civiles formaron el proyecto de ayuda mutua del huracán Michael que buscaba distribuir ayuda directa a los necesitados, incluidos aquellos que no pudieron recibir ayuda de FEMA debido a su condición de indocumentados.

### Huracán Dorian
El 29 de agosto de 2019, la SRA inició una recaudación de fondos con el nuevo nombre organizativo "SRAid" para la ayuda en caso de desastre del 
Huracán Dorian.  El 5 de septiembre, la SRA anunció que tenía varios voluntarios montando equipos en la costa este en preparación para las entregas de suministros a las comunidades desatendidas en Charleston, Wilmington, y la Tribu Lumbee en el condado de Robeson.

## Afiliación
En julio de 2019, un tercio de los 2000 miembros de la SRA identificados como LGBTQ y el 8 por ciento son transgénero. La organización reclamó 10,000 miembros activos en noviembre de 2020. La SRA tiene 52 células locales que operan en 33 estados.  La organización está dirigida por una Asamblea Nacional compuesta por representantes electos de cada capítulo.

## Ideología
La SRA describe el objetivo de su organización como "proporcionar una alternativa a la cultura de armas convencional, tóxica, de derecha y no inclusiva que ha dominado la comunidad de armas de fuego durante décadas. Buscamos brindar un ambiente seguro, inclusivo y de izquierda". Una plataforma inclinada para hablar sobre derechos de armas y autodefensa, libre de prejuicios racistas y reaccionarios, al tiempo que proporciona una plataforma para que la clase trabajadora obtenga las habilidades necesarias para todos los aspectos de la defensa comunitaria ". El grupo se describe a sí mismo como "clase trabajadora, progresista, anarquista, socialista, comunista, eco-guerrera, liberadora de animales, antifascista, antirracista, anticapitalista, PoC, LGBTQ-plus".

### Puntos de unidad
La  SRA se basa en la aceptación de seis puntos particulares de unidad:
- Somos clase trabajadora y gente pobre dedicada a educar a nuestra clase en el uso seguro de armas de fuego para la autodefensa personal y comunitaria, así como para la recreación y la caza de subsistencia.
- Somos una asociación de múltiples tendencias de socialdemócratas, comunistas y anarquistas unidos por clase, para nuestra clase. Respetamos las posiciones políticas y las diferencias de los demás, especialmente cuando no estamos de acuerdo.
- Estamos dedicados a la Liberación y Libertad de TODAS las personas y, por lo tanto, nos oponemos a todas las formas de opresión y explotación.
- Somos parte de nuestras comunidades locales y, como tal, somos voluntarios de diversas formas para promover las conexiones entre los radicales políticos de izquierda y las comunidades no organizadas en las que vivimos. Ayudamos a alimentar, albergar y proteger a otras clases trabajadoras y personas marginadas.
- Nos oponemos al desarme de la clase trabajadora.
- Nos dedicamos a armar a la clase trabajadora, tanto física como mentalmente.[24]